# Limatus
Limatus (лат.) — род кровососущих комаров из подсемейства Culicinae (триба Sabethini, Culicidae).
Центральная и Южная Америка. Среднеспинка (скутум) покрыта слоем из золотистых, синих и фиолетовых чешуек. На задних ногах по одному коготку. Обитатели лесов, личинки обнаруживаются в полостях деревьев (включая бамбук, кокос, какао), в раковинах моллюсков и в трещинах скал около ручьёв. Медицинское значение изучено недостаточно (в Венесуэле из вида Li. flavisetosus был выделен вирус энцефалита). Род был описан в 1901 году английским энтомологом Фредериком Теобальдом (англ. Frederick Vincent Theobald; 1868—1930).

## Систематика
8 видов. Род Limatus рассматривается как таксон сестринский к кладе из родов Sabethes + Wyeomyia (Harbach & Kitching, 1998; Harbach & Peyton, 2000). Выделяют 8 видов:
- Limatus andinus Levi-Castillo, 1954
- Limatus asulleptus (Theobald, 1903)
- Limatus durhamii Theobald, 1901
- Limatus flavisetosus de Oliveira Castro, 1935
- Limatus guayasi Levi-Castillo, 1954
- Limatus hoffmani Root, 1927
- Limatus martiali Senevet & Abonnenc, 1939
- Limatus pseudomethysticus (Bonne-Wepster & Bonne, 1920)